# Aida (concept japonais)
Pour les articles homonymes, voir Aida.
Aida (間) est un terme japonais qui signifie « entre » et qui porte un concept issu de la philosophie et de la psychologie japonaises modernes.
L’aida désigne un lien latent qui structure l’espace entre deux personnes ou deux sujets et dont la vacuité a la capacité de se meubler ou, seulement, de maintenir une tension entre les deux entités qu’il relie. Proche du ma, avec qui il partage le même idéogramme, il s’en distingue par l’existence d’un lien de contact, virtuel ou non, entre les deux limites bordant l’intervalle, représentées justement par les deux personnes. Cet « entre-deux », qui confine à une continuité dans la discontinuité, est un concept important de la philosophie de l’École de Kyoto (Kitarō Nishida et Tetsurō Watsuji) ainsi que de la psychiatrie moderne avec les travaux de Kimura Bin.

## Le domaine des arts
Comme le ma, le concept d’aida a commencé à se diffuser dans le domaine des arts :
Par exemple, le premier vers de la chanson Nandemonaiya(なでもないや) du célèbre animé "Your Name" (Kimi No Na Wa) :
二人の間 通り過ぎた風は どこから寂しさを運んできたの
Le premier vers utilise le kanji 間. L'expression 二人の間 peut être traduit par "l'espace entre nous deux". Et le vers entier évoque le vent qui circule entre nous deux - faisant référence ici au lien quasi mystique entre les deux protagonistes de l'animé pourtant séparé par la distance et le temps.
Ce vide mutuel qui relie et qui peut être rempli (par l'amour) est une belle illustration artistique du concept d'aida.